# Liste de planeurs
Cette liste référence les différents planeurs, planeurs à dispositif d'envol incorporé ou motoplaneurs, sportifs (de vol à voile) ou militaires, qui existent ou ont existé.

## Planeurs devol à voile

### Abbott-Baynes Sailplanes Ltd
- Baynes Bat
- Baynes Scud
- Baynes Scud 2
- Carden-Baynes Scud 3
- Carden-Baynes Auxiliary

### Abrial
- Abrial A-1 (1922)
- Abrial A-2 Vautour (1925)
- Abrial A-5 Rapace (1928)
- Abrial A-12 Bagoas (1932)
- Abrial A-13 Buse
- Abrial A-260

### Aéroclub du Bas-Armagnac
- ACBA 5, un planeur dérivé du Siren C30 Edelweiss années 1980).

### Aero Club Autrichien
- Standard Austria
- Austria Krähe planeur à moteur auxilliaire.

### Advanced Aeromarine
- Advanced Aeromarine Sierra (années 1990)

### Advanced Soaring Concepts
- Advanced Soaring Concepts Apex (1999), resté à l'état de projet
- Advanced Soaring Concepts Falcon (1993)
- Advanced Soaring Concepts Spirit (1996)

### Aero Vodochody
- Aero A.17 (1922)

### Aerola
- Alatus et variantes Alatus-M, Alatus-ME

### Aeromere
- Aer Pegaso M 100S (également connu sous le nom CARMAM M-100S Mésange en France, 1957)
- CVT M-200, version biplace du précédent (1964, également connu sous le nom CARMAM M-200 Foehn)
- Aer Pegaso M 300, prototype seul (1968)

### Aeromot
- Aeromot AMT 100 Ximango, 1986, version moderne du Fournier RF-10
- Aeromot AMT 200 Super Ximango (et version AMT 200S), 1993
- Aeromot AMT 300 Turbo Ximango Shark, 1998
- Aeromot AMT 600 Guri, 2003

### Aircraft Designs Inc
- ADI Condor, 1981

### Aircraft Manufacturing Depot(Inde)
- Rohini Biplace d'entrainement.
- CAD Kartik

### Airspeed Ltd
- Tern

### Akaflieg Berlin
- Akaflieg Berlin B 1 Charlotte, 1922
- Akaflieg Berlin B 2 Teufelchen, 1923
- Akaflieg Berlin B 3 Charlotte II, 1923[1]
- Akaflieg Berlin B 5 , 1937
- Akaflieg Berlin B 6, 1938
- Akaflieg Berlin B 7, 1939 (projet seulement)
- Akaflieg Berlin B 8, 1939
- Akaflieg Berlin B 11, 1963 (projet d'aile volante)
- Akaflieg Berlin B 12, 1977
- Akaflieg Berlin B 13, 1991, puis B 13-E, projet de 2006

### Akaflieg Braunschweig
- Braunschweig SB-1 Storch, 1923
- Braunschweig SB-2 Heinrich der Löwe, 1923
- Braunschweig SB-3 Brockenhexe, 1923
- Braunschweig SB-6 Till Eulenspiegel, 1926
- Akaflieg Braunschweig SB-5 Danzig (en), 1956
  - Akaflieg Braunschweig SB-5b
  - Akaflieg Braunschweig SB-5c, 1965
  - Akaflieg Braunschweig SB-5e
- Akaflieg Braunschweig SB-6 Nixope, 1961
- Akaflieg Braunschweig SB-7 Nimbus (en), 1962
- Akaflieg Braunschweig SB-8 (en), 1967
- Akaflieg Braunschweig SB-9 Stratus (en), 1969
- Akaflieg Braunschweig SB-10 Schirokko (en), 1972
- Akaflieg Braunschweig SB-11 (en), 1978
- Akaflieg Braunschweig SB-12 (en), 1980
- Akaflieg Braunschweig SB-13 Arcus (en), 1988
- Akaflieg Braunschweig SB-14, 2003

### Akaflieg Darmstadt
- D-1, 1921
- D-2 Pumpelmeise, 1921
- D-3 Nolleputzchen, 1921
- D-4 Edith
- D-5 Flohschwanz, 1922
- D-6 Geheimrat, 1922
- D-7 Margarete, 1923
- D-8 Karl der Große, 1923
- D-9 Konsul, 1923
- D-10 Hessen / Piepmatz, 1923
- D-12 Römryke Berge, 1924
- D-15 Westpreußen, 1926
- D-17 Darmstadt, 1927
- D-19 Darmstadt II, 1928
- D-20 Starkenburg, 1929
- D-28 Windspiel, 1934
- D-30 Cirrus, 1938
- D-31
- D-33 (Lippisch / Heinemann DM-1), 1942
- D-34 a/b/c/d, 1955
- D-36 Circe, 1964, prototype de l'ASW 12
- D-37 Artemis, 1967
- D-38, 1970, prototype du DG-100
- D-39 Mc Hinz, 1979
- D-40, 1981
- D-41, 1993
- D-42, 1996, resté à l'état de projet.
- D-43 (en projet)

### Akaflieg Darmstadt/Akaflieg München
- Akaflieg Darmstadt/Akaflieg München DM.1

### Akaflieg Hannover
- Akaflieg Hannover AFH Vampyr
- AFH-24

### Akaflieg Karlsruhe
- AK-1 Planeur à dispositif d'envol incorporé
- AK-5
- AK-5b
- AK-8

### Akaflieg Köln
- AFK-1

### Akaflieg München
- Mü-1 Vogel Roch
- Mü-2 Münchner Kindl
- Mü-3 Kakadu
- Mü-4 München
- Mü-5 Wastl
- Mü-6
- Mü-7
- Mü-10 Milan
- Mü-11 Papagei
- Mü-12 Kiwi
- Mü-13 Merlin / Atalante
- Mü-15
- Mü-16
- Mü-17 Merle
- Mü-18 Meßkrähe
- Mü-19
- Mü-20
- Mü-21
- Mü-22
- Mü-23
- Mü-24
- Mü-25
- Mü-26
- Mü-27
- Mü-28
- Mü-31

### Akaflieg Stuttgart
- F.1 Fledermaus
- FS-16 Wipperstertz
- FS-17
- FS-18
- FS-23 Hidalgo
- FS 24 Phénix
- FS-25 Cuervo
- FS-26 Moseppl
- FS-28 Avispa
- FS-29 TF
- FS-31
- FS-32 Aguila
- FS-33 Gavilán
- FS-34 Albatros
- FS-35

### Albastar
- Apis WR
- AS 18

### Alisport
- Silent Club
- Silent 2
- Silent 2 Targa

### Alpavia
(Société Alpavia)
- Alpavia RF-3

### Alpe-Werke
- AVo 68 Samburo

### Allgaier
(Josef Allgeier)
- Geier

### Alsema
- Alsema Sagitta

### Altinger
- Altinger TA-4 Lenticular[2]

### AmEagle
- American Eaglet

### Angleterre, divers constructeurs
- Scott Viking
- Dart Cambridge
- Short Nimbus
- Kendal K-1
- Colditz Cock
- Southdown Aero Services Colditz Cock replica
- Southampton University Manpowered Aircraft
- Sigma
- Buxton Hjordis

### Autres constructeurs américains
- Ross-Stephens RS-1 Zanonia
- Parker Tiny Mite
- Ross R-2 Ibis
- Ross R-3
- Ross RS-1 Zanonia
- Ross RS-15
- Niemi Sisu 1a
- Martin Marietta X-23 PRIME lifting body re-entry vehicle
- Perl PG-130 Penetrator
- Hall Cherokee II
- Ree Miller Cherokee RM
- Ross-stephens RJ-5
- Peel Z-1 Water Glider

### AMS-Flight
- DG-101 Elan
- DG-303 Elan
- DG-505 Orion
- Carat motoplaneur

### Antonov
- Rot Front-1
- Rot Front-2
- Rot Front-3
- Rot Front-4
- Rot Front-5 (ru)
- Rot Front-7 (ru)
- Rot Front-8 (Avant rouge) première désignation de l'A-7
- PS-2
- A-1
- A-2
- A-7 aussi connu sous le nom de RF-8 ou Rot Front-8
- A-9 1949 monoplace
- A-10 version biplace du A-9
- A-11 1958 monoplace métallique
- A-13 1958 planeur acrobatique avec une aile de 12.10 mètres qui peut être remplacée par une aile de 16.50 mètres
- A-15 1960 monoplace de performance avec un empennage papillon

### Arlington Aircraft Company
- Sisu 1A

### Armstrong-Whitworth
- Armstrong-Whitworth A.W.52G

### Arsenal
(Arsenal de l'aéronautique)
- AIR 100
- AIR 101
- AIR 102
- Arsenal 2301
- Arsenal 4111
- S.A.103 Émouchet
- S.A.104 Émouchet

### Australie, divers constructeurs
- Richardson Golden Eagle
- Joey
- EP-1

### Avia
- Avia X-A
- Avia XI-A
- Avia XV-A
- Avia XX-A
- Avia 30E
- Avia 32E
- Avia 40P
- Avia 41P
- Avia 50

### Aviastroitel (anciennement Fedorov, puis coopérative Mechta)
- Istra (planeur), 1974
- Baïkal (planeur), 1986
- Mechta I, 1986
- AC-4 Russia (AC-4A, AC-4B, AC-4C, AC-4D, AC-4M), 1994
- AC-5M, 1998

### Avialsa
- Avialsa A60 Fauconnet

### Aviastroitel Ltd.
- Russia AC-4B
- Russia AC-5
- Russia AC-5M
- Russia AC-7

### Aviation Industries of Iran
- AII AVA-101

### Avions Fournier
René Fournier
- RF-1 motoplaneur
- RF-2 motoplaneur
- RF-3 motoplaneur
- RF-4 motoplaneur
- RF-5 motoplaneur
- RF-6B motoplaneur
- RF-7 motoplaneur
- RF-8 motoplaneur
- RF-9 motoplaneur
- RF-10 motoplaneur
- SFS-31

### Basten
- Basten B4

### Beatty-Johl
- BJ-2 Assegai
- BJ-3
- BJ-4

### Bede
- BD-5S

### Berkshire
- C-70 Concept

### Binder Motorenbau GmbH
- Binder EB28
- Binder EB29

### Birdman Enterprises
- Birdman Project 102

### Bölkow
- Phoenix T
- Phoebus

### Bowlus-du Pont
- Bowlus 1912 glider
- Bowlus 1929 glider
- Bowlus Super Sailplane
- Bowlus Albatross 1 Falcon
- Bowlus Albatross 2
- BA-100 Baby Albatross
- BA-102 Two-place Baby Albatross
- BS-100 Super Albatross
- BTS-100 Two-place Baby Albatross
- SP-1 Paper Wing
- 1-S-2100 Senior Albatross

### Breguet
- Breguet 900
- Breguet 901 Mouette
- Breguet 902
- Breguet 903
- Breguet 904 Nymphale
- Breguet 905 Fauvette
- Breguet 906 Choucas

### Briegleb
- Briegleb BG-6 renommé plus tard Sailplane BG-6
- Briegleb BG-7
- Briegleb BG-8 renommé plus tard Sailplane BG-8
- Briegleb BG-12
- Briegleb BG-12BR
- Briegleb BG-12-16
- Briegleb BG-16

### Briffaud
(Georges Briffaud)
- Briffaud GB-80

### Bristol, USA
- Bristol XLQ-1 Planeur militaire d'assaut amphibie[3]

### Bryan Aircraft Company
Voir Schreder.

### Bulgarieconstructeurs divers
- Kometa standard-3

### CAD
(Département civil de l'aviation indienne)
- TS-2 Ashivini

### CAP
(Companhia Aeronáutica Paulista)
- CAP Alcatraz

### Caproni Vizzola
- A-11 Calif Monoplace de classe libre
- A-21 Calif

### CARMAM Sa Moulins
(Coopérative d'Approvisionnement et de Réparation de Matériel Aéronautique de Moulins)
- CARMAM M-100 S Mésange
- CARMAM M-200 Foehn
- CARMAM JP 15/34 Kit-Club (en)
- CARMAM JP 15/36 Aiglon (en)
- CARMAM JP 15-38 (en)

### Castel
(Robert Castello) Voir Fouga

### Castel-Mauboussin
(Robert Castello et Pierre Mauboussin) Voir Fouga

### Caudron
- C 800
- C 801
- C 810
- C 811

### Centrair
- ASW20F
- Pégase
- Marianne

### Centralne Warsztaty Lotnicze
(Ateliers centraux d'aviation)
- Zalewski W.Z.VIII'DePeŻe'
- Zalewski W.Z.X
- D.1 'Cykacz' (Ticker')
- Skraba S.T.3

### Chengdu
- Chengdu X-7 Jian Fan

### Chine, divers constructeurs
- Xiangji X-5A (Xianji - planeur)
- Xiangji X-7 Jian Fan
- Xiangji X-9
- Xiangji X-10 Qian Jin
- Xiangji X-11
- Lie Fang

### Ciani
- Ciano EC 38/53 Spillo
- Ciani EC38/56 Urendo
- Ciani EC38/59 Uribel

### CIL
(Consortium Industriel pour le travail du bois)
- RG-4 Pionier 1954 planeur de début à fuselage poutre
- RG-5 Pescarus 1957 monoplace d'entrainement
- RG-9 Albatros 1958 biplace en tandem

### CVT
(Centro di Volo a Vela del Politecnico di Torino)
- CVT CVT-1 Zigolo[4]
- CVT CVT-2 Veltro[4]
- CVT M-100[4]
- CVT CVT-4 Strale[4]
- CVT M-200[4]
- CVT M-300[4]

### CVV
(Centro Studi ad Ezperienze per il Volo a Vela)
- CVV-4 Pelicano
- CVV-6 Canguro
- CVV-7 Pinocchio
- CVV-8 Bonaventura

### Chyeranovskiy
- BICh-1
- BICh-11

### Czerwinski-Shenstone
- Czerwinski-Shenstone Harbinger
- Loudon

### Dacal
- Dacal 105 Biplace extrapolé du S.A. 104 Émouchet fabriqué en Algérie par la direction de l'aviation civile sous l'impulsion de Lucien Saucède[5].
- Dacal 106 Version améliorée du Dacal 105

### Danemark divers constructeurs
- Høgslund-Olsen 2G
- Polyt III (Polyteknisk Flyvegruppe - Polytechnic flying club)

### Dewoitine
- Dewoitine P-1
- Dewoitine P-2
- Dewoitine P-3
- Dewoitine P-4

### DFS
(Deutsche Forschungsanstalt für Segelflug - Institut de recherche pour les planeurs)
- DFS Hangwind, Planeur d'entrainement (twin-boom)
- DFS E 32
- Einheitsschulflugzeug (Standard Flight Trainer), planeur d'entrainement (queue pliante)
- Fliege IIa (Fly)
- Jacht 71 (Yacht)
- DFS Stanavo, planeur à haute performance
- DFS Präsident (President), planeur à haute performance
- DFS Habicht, planeur de voltige
- DFS B6, planeur à haute performance
- DFS Ha III, planeur à haute performance
- DFS Reiher, planeur à haute performance
- DFS Olympia Meise, planeur à haute performance
- DFS 331, transport (Resté à l'état de projet de recherche)
- DFS Rhönsperber Monoplace de compétition

### Diamond Aircraft
- DA20 Katana motoplaneur
- HK36 Super Dimona motoplaneur

### Ditta Movo
- Ditta Movo F.M.1 Passero

### Dittmar
(Les séries Condor ont été construites par plusieurs fabricants)
- HD-1 Condor
- Condor II
- Condor IIA
- Condor III
- Condor IV

### DG Flugzeugbau GmbH
- Glaser-Dirks DG-100 variantes: 101, 100G, 101G
- Glaser-Dirks DG-200 variantes: 202, 200/17, 202/17 and 202/17C
- Glaser-Dirks DG-300 variant: 303
- Glaser-Dirks DG-400 motoplaneur
- Glaser-Dirks DG-500 variantes: M, 505, 505MB
- Glaser-Dirks DG-600 variantes: 600/18, 600M, 600/18 M
- DG Flugzeugbau DG-800 variantes: A, B, LA, S, 808B, 808C, 808S
- DG Flugzeugbau DG-1000 variantes: S, T, M

### Diana Sailplanes
- Diana-2

### DSK Aviation
- BJ-1 Duster

### Dunne-Capper
- Dunne-Capper glider

### Eiri-Avion O/Y
Cf. PIK.

### Elliotts of Newbury
- EoN Olympia
- EoN Baby Eon
- EoN Primary
- EoN Olympia 4
- EoN Olympia 401
- EoN Olympia 402
- EoN Olympia 403
- EoN Olympia 415
- EoN Olympia 419
- EoN Olympia 460
- EoN Olympia 463
- EoN Olympia 465

### Espenlaub
- Espenlaub E-2
- Espenlaub E-3

### Eta Aircraft
- eta

### EEUFMG
- CB-2 Minuano

### Fauvel
- Fauvel AV-1
- Fauvel AV-2
- Fauvel AV-3
- Fauvel AV-10
- Fauvel AV-17
- Fauvel AV-22
- Fauvel AV-221
- Fauvel AV-222
- Fauvel AV-36
- Fauvel AV-361
- Fauvel AV-45
- Fauvel AV-451
- Fauvel AV-46
- Fauvel AV-48 - resté à l'état de projet

### Federal Institute of Technology
(Eidgenössische Technische Hochschule Zürich)
- Ka-Bi-Vo

### Oy Fibera AB(Finlande)
- Fibera KK-1 Utu

### FFA
(Flug- und Fahrzeugwerke Altenrhein AG)
- Diamant  variantes: KaBiVo, Diamant 16.5, Diamant 18

### Flugtechnik & Leichtbau
Cf. Eta Aircraft

### Flygindustrie
- Fi-1

### Flugwissenschaftliche Vereinigung Aachen(FVA)
- FVA-1 Schwatze Düvel (Schwarze Teufel)
- FVA-2 Blaue Maus
- FVA-3 Ente
- FVA-5 Rheinland
- FVA-9 Blaue Maus 2
- FVA-10 A Theodor Bienen
- FVA-10 B Rheinland
- FVA-11 Eifel
- FVA-13 Olympia Jolle
- FVA-14 Ringflügel
- FVA-20
- FVA-27

### F.M.A.
- Ae, pour "Dirección General de Aerotécnica", d'abord (1927-1936);
- F.M.A., pour Fábrica Militar de Aviones, ensuite (1938-1943);
- I.Ae., pour Instituto Aerotécnico, plus tard (1943-1952);
- IA, soit « non spécifié », depuis (1952 à 2007).

voir I.Ae.

### Focke-Wulf
- Kranich III

### Fokker
- Fokker 1922 Wasserkuppe two-seater

### Fouga
- Castel C-24
- Castel C-24S
- Castel C-242
- Castel C-25 S
- Castel C-301S
- Castel C-31P
- Castel C-310P
- Castel C-311P
- Castel C-32
- Castel C-34 Condor
- Castel C-36
- Casoar
- Fouga CM.7
- Fouga CM.71
- Fouga CM.8.13
- Fouga CM.8.15
- Castel-Mauboussin Jalon

### Fournier
- Fournier RF-3
- Fournier RF-4
- Fournier RF-5
- Fournier RF-7
- Fournier RF-9
- Fournier SFS-31

### Franklin Glider Corporation
- Texaco Eaglet
- Franklin PS-2

### France, divers constructeurs
- Peyret Tandem
- Kristal

### Funk
(Otto & Peter Funk)
- Greif 1 (FK-1)
- Greif 2 (FK-2)
- HS203
- FK-3
- FK-5
- Sirius 1
- AK-1 (FK-4)

### General Aircraft
- G.A.L.48 Hotspur planeur d'attaque
- G.A.L.49 and G.A.L.58 Hamilcar planeur de transport
- G.A.L.55 planeur d'entrainement
- G.A.L.56 prototype

### Allemagne, divers Constructeurs
- Pelzner Hang Glider
- Lilienthal Hang Gliders
- Von Lössl 1920 Wasserkuppe Glider
- Weltensegler Glider (Weltensegler G.m.b.H. - Fredrich Wenk designer)
- Fokker 1922 Wasserkuppe two-seater
- Moazagotl (Hirth ordered, Wenk designed, Schneider built)
- Helios Berlin HFS
- Derwitzer
- Milomei M1[6]
- Milomei M2[6]
- VFW-Fokker FK-3
- Raab Doppelraab
- Raab Krahe planeur à moteur auxilliaire

### Ginn-Lesniak
- Kestrel

### Glaser-Dirks
Cf. DG Flugzeugbau.

### Glasflügel
- Björn Stender BS-1
- Glasflügel H-30 GFK
- Glasflügel H-101 Salto
- Glasflügel H-201 Standard-Libelle
- Glasflügel H-301 Libelle
- Glasflügel 202 Standard-Libelle
- Glasflügel 203 Standard-Libelle
- Glasflügel 204 Standard-Libelle
- Glasflügel 205 Club-Libelle
- Glasflügel 206 Hornet
- Glasflügel Hornet C
- Glasflügel 303 Mosquito
- Glasflügel 304
- Glasflügel 401 Kestrel
- Glasflügel 402
- Glasflügel 604 Kestrel 22
- Hansjörg Streifeneder Falcon

### Gomolzig
Cf. Caproni Vizzola.

### Grob
(GROB-WERKE Burkhart Grob e.K.)
- Grob Astir CS
- Grob Astir CS77
- Grob Speed Astir
- Grob Astir CS Jeans
- Grob G 102 Astir
- Grob G 103 Twin Astir
- Grob G 103a Twin II
- Grob G 103a Twin II ACRO
- Grob G 103c Twin III
- Grob G 104 Speed Astir, variantes : II, IIb
- Grob G 109 motoplaneur

### Grunau Riesengebirge
(Edmund Schneider up to 1945)
- ESG
- Grunau 6
- Grunau 8
- Grunau 9
- Grunau ESG 29
- Grunau ESG 31
- Grunau ESG 31 Baby (planeur sans lien avec l'ESG 31)
- Grunau Baby 2
- SG-38

### Gruse
- Gruse Bo 15/1

### Guerchais Roche
- GR-105
- T.70
- T.107-E1

### Haase/Kensche/Schmetz
- HKS-1
- HKS-2
- HKS-3

### Haessler/Villinger
- Haessler/Villinger H.V.1

### Harth-Messerschmitt
- Harth-Messerschmitt S-8
- Harth-Messerschmitt S-9
- Harth-Messerschmitt S-10

### Hegetschweiler
- Moswey 1
- Moswey 2
- Moswey 3
- Moswey 4

### Henry Preiss
Cf. Schreder
- Preiss RHJ-7
- Preiss RHJ-8
- Preiss RHJ-9

### Hirth,Nagele,Eppler
- Hirth Hi20 MoSe
- Hirth Hi21
- Hirth Hi25 Kria

### HKS
(Haase, Kenche, Schmetz)
- HKS-1
- HKS 2
- HKS 3

### Horten
- Horten H.I
- Horten H.II
- Horten H.III
- Horten H.IV
- Horten H.V
- Horten H.VI
- Horten H.VII
- Horten H.VIII
- Horten H.IX
- Horten H.X
- Horten H.XII
- Horten H.XIII
- Horten Ho 1B (post war - Argentina)
- Horten Ho 1O (Piernifero)
- Horten XIV Olympia
- Horten XVa
- Horten XVb
- Horten XVc
- Horten XVI Colibri
- Horten Ho 33A
- Horten Ho 33B
- Horten Parabel

### HPH Ltd
- HPH 304CZ
- HPH 304C
- HPH 304S

### Hug
(August Hug)
- Moswey 1
- Spyr 1
- Spyr 2
- Spyr 3
- Spyr 4

### Hongrie, divers constructeurs
- Rotter Karakan
- Rotter Nemere
- Budapest Technical University M-22
- M-30 Fergeteg (tourbillon)
- OMRE OE-1
- Akkud A-08 Sirály
- Akkud Z-03 Ifjusag

### Wolfgang Hütter
- Hütter H 17
- Hütter H 28
- Hütter H 30
- Hütter H 30TS
- Hütter H 301 Libelle

### I.Ae. - Instituto Aerotécnico
- Ae, pour "Dirección General de Aerotécnica", d'abord (1927-1936);
- F.M.A., pour "Fábrica Militar de Aviones", ensuite (1938-1943);
- I.Ae., pour "Instituto Aerotécnico", plus tard (1943-1952);
- IA, soit « non spécifié », depuis (1952 à 2007).
- I.Ae 34 Clen Antú
- I.Ae 34M
- I.Ae 37G
- I.Ae 37P
- Horten XVI Colibri
- I.Ae.41 Urubu
- Piernifero

### ICA-Braşov
(Intreprinderea de Construcţii Aeronautice)
- ICA IS-3
- ICA IS-8
- ICA IS-10
- ICA IS-11
- ICA IS-12
- ICA IS-13
- ICA IS-28 "Lark"
- ICA IS-28M
- ICA IS-29
- ICA IS-30
- ICA IS-31
- ICA IS-32
- ICA IS-33

### Ikarus
- Ikarus 920 Desant
- Ikarus Meteor 1955 monoplace de classe libre
- Ikarus Košava

### IKV
- IKV-3 Kotka

### IPD Instituto de Aeronautica (Brésil)
- Urupema

### IPE
- KW 1 Quero Quero

### IS - Instytut Szybownictwa
(Instytut Szybownictwa – gliding institute) - après-guerre
- IS-A Salamandra - Salamander
- IS-B Komar - Gnat
- IS-C Zuraw - Crane
- IS-1 Sęp
- IS-2 Mucha - (« mouche »)
- IS-3 ABC
- IS-4 Jastrząb - (« aigle »)
- IS-5 Kaczka - (« canard »)

### ISF
- ISF Mistral C

### Issoire aviation
- D 77 Iris
- E78 Silene

### Italie, divers constructeurs
- Aeronautica Lombarda AL-3
- Bossi-Bonomi Pedaliante

### ITS - Instytut Techniki Szybownictwa
(Instytut Techniki Szybownictwa – Institut technique du vol à voile)- pre 2de GM
- ITS Jaskółka - Swallow
- ITS Wróbel - Sparrow
- ITS-7 Drozd - Thrush
- ITS-8

### Jacobs - Schweyer
- Maeda Primary
- Maeda 703

### Japon, divers constructeurs
- Yokosuka MXY8 (glider version of Mitsubishi J8M)

### Japanese Imperial ArmyGliders
- Maeda Ku-1
- Kayaba Ku-2
- Kayaba Ku-3
- Kayaba Ku-4
- Fukuda Ku-5
- Maeda Ku-6
- Kokusai Ku-7
- Kokusai Ku-8
- Fukuda Ku-9
- Maeda Ku-10
- Nihon Kogata Ku-11
- Fukuda Ku-12
- Yokosuka Ku-13 MXY8
- Nihon Kogata Ku-14

### Jonker Sailplanes
- Jonkers JS-1 Revelation
- Jonker JS-2 Revenant
- Jonker JS-3 Rapture
- Jonker JS-4 Rengeti

### Junkers
Junkers Flugzeug-Werke A.G. Dessau
- Ju 322 Mammut "Mammoth"

### KAI
(Kazan Aviation Institute)
- KAI-6
- KAI-7
- KAI-8
- KAI-9
- KAI-11
- KAI-12 Primorec 1957 biplace d'entrainement
- KAI-14
- KAI-17
- KAI-18
- KAI-19 monoplace de classe libre
- KAI-50
- KAI-502

### Kaiser
- Ka-1 Rhönlaus
- Ka-2 Rhönschwalbe, variant Ka 2b
- Ka-3
- Ka-4 Rhönlerche II
- Ka-5 Zugvogel
- Ka-6 Rhönsegler
- Ka-6E
- Ka-7 Rhönadler
- Ka-8
- Ka-9
- Ka-10

### Karvelis
- BK-4 Kaunas
- BK-5
- BK-6 Neringa 1960 monoplace d'entrainement

### Kassel
- Kassel 12

### Kocjan
- Orlik (Eaglet) (USAAC - XTG-7)
- Bᾳk (horse-fly)
- CZajka (Lapwing)
- Wrona (Crow)
- Sroka (Magpie)
- Sokól
- Komar (Gnat)
- Orlik 2
- Orlik 3 Olympic Orlik

### Korolyev
- SK-9

### Kortenbach & Rauh
- Kora1

### Kurten
- Sie-3

### Küpper
- Kü 4 Austria
- Kr 1 Austria 2
- Kr 1a Austria 3

### Laister
- Laister Yankee Doodle
- Laister Yankee Doodle 2
- LP-15 Nugget
- LP-46
- LP-49

### Laister-Kauffmann
- Laister-Kauffmann LK-10
- TG-4A

### Loravia
- LCA 12 Topaze

### UAB "Sportine Aviacija ir Ko" (LAK)
(Lietuvos AeroKlubas - Lithuanian Aero Club)
- BRO-11 "Zyle"
- BK-3
- BK-4 Kaunas
- BK-5
- BK-6 Neringa
- BK-7 "Lietuva", 1972
- LAK-5 Nemunas
- LAK-8
- LAK-9
- LAK-10
- LAK-11 Nida
- LAK-12 Lietuva, 1979
- LAK-14 Strazdas
- LAK-15
- LAK-16
- Genesis 2
- LAK-17A variante T
- LAK-17B variante T
- LAK-19 variante T
- LAK-20 variantes T,M

### Lange Flugzeugbau
- LF-20E
- Antares 20E
- Antares 18S/T
- Antares 23E

### Lamson
- L-106 Alcor

### Letov
- Letov 17
- Letov-21 1955 monoplace d'entrainement
- Letov 22
- Letov LF-107 Luňák
- Letov MK-1 Kocour 1968 motoplaneur monoplace
- Letov XLF-207 Laminar

### LET Kunovice
- L-13 Blaník Biplace en tandem. 600 planeurs ont été exportés vers l'URSS
- LET L-13AC Blanik 13.85m d'envergure planeur de voltige
- L-21 Spartak
- L-23 Super Blaník
- L-33 Solo
- Let LF-109 Pionyr
- VT-116 Orlik II
- Orlican VSO 10
- VSB-62 Vega 1966 monoplace de classe libre
- VSB-66S Orlice 1970 monoplace classe standard
- VSM-40 Démant 1965 monoplace de performance
- VT-116 Orlik II 1959 monoplace de classe standard. Il a existé des versions en16 et 18 mètres d'envergure

### Lippisch
- Djävlar Anamma (Devil take it)
- Lippisch Zögling
- Lippisch Prüfling
- Lippisch Delta
- Lippisch Ente
- Lippisch Falke
- Lippisch Storch
- Lippisch Storch II
- Lippisch Storch III
- Lippisch Storch IV
- Lippisch Storch V
- Lippisch Storch VI
- Lippisch Storch VII
- Lippisch Storch VIII Marabu
- Lippisch Grüne Post
- Lippisch Professor
- Lippisch Wien
- Lippisch Fafnir
- Lippisch Urubu OBS
- Lippisch Fafnir 2 (São Paulo)

### Luftsport-Club Friedrichshafen
- LCF-2

### Lommatzsch
- FES-530 Lehrmeister II
- Lommatzsch Favorit
- Lom 58/I Libelle Standard
- Lom 58/II Libelle Laminar
- Lom 59 Lo-Meise
- Lom 61 Favorit

### Luty, Paul
- Ly-542 K Stosser

### L.W.L.
(Lwowskie Warsztaty Lotnicze - Lwów Aviation Workshops)
- P.W.S.101
- P.W.S.102 Rekin (Shark)
- P.W.S.103

### Manuel
- Hawk
- Willow Wren
- Condor

### Marsden
- Gemini

### Marske
- Monarch
- Pioneer I
- Pioneer II

### Margański & Mysłowski
(Zaklady Lotnicze Marganski & Myslowski Spolka z o.o. - Margański & Mysłowski Aviation Works)
- Margański & Mysłowski MDM-1 Fox
- Margański & Mysłowski S-1 Swift

### Maupin
- Woodstock One

### Merville
- Merville S-30
- Merville SM-31

### Midwest Sailplane
- Midwest MU-1

### Miller
- Tern 1
- Tern 2

### Molino O/Y
See PIK.

### Monnett
- Monerai

### Müller
- Moswey 1
- Moswey 2
- Moswey 2A
- Moswey 3
- Moswey 4

### Musger
- Mg 1
- Mg 2
- Mg 4
- Mg 9
- Mg 10
- Mg 19 Steinadler
- Mg 12
- Mg 23

### Neiva
(Sociedade Constructora Aeronautica Neiva / Indústria Aeronáutica Neiva)
- Neiva BN-1
- Neiva b-2 Monitor
- Neiva HW-4 Flamingo

### Nelson
- Hummingbird PG-185B
- Dragonfly

### Neukom
- Neukom Elfe 1
- Neukom Elfe 2
- Neukom Elfe M
- Neukom Elfe 17
- Neukom Standard Elfe S-1
- Neukom Standard Elfe S-2
- Neukom Standard Elfe S-3
- Neukom Standard Elfe S-4
- Neukom AN-66 Super Elfe

### Nida Sklandymo Mokykloje
(Nida Sklandymo Mokykloje - Nida Gliding School)
- BK-1
- BK-2

### Nipp
(Leichtmetallbau-Firma Ernst Nipp & Co., Bremen)
- Bremen-Lane

### Nippon
- Ku-7 Manazura
- Ku-8
- Nihon Kogata Ku-11

### North American Aviation
(stretching it a bit thin)
- X-15 rocket-powered hypersonic glider

### Oberlerchner
- Oberlechner Mg 19
- Oberlechner Mg 23

### Pacific
- D-8

### Pays-Bas, divers constructeurs
- KANJA Ultra Light Glider

### Peel
- Glider boat

### Peregrine Sailplanes
- KR-03 (Puchatek)

### Perl
- PG-130 Penetrator

### Pfenninger
- Elfe

### PIK(Finlande)
- PIK-1
- PIK-2 primary glider
- PIK-3a Kanttikolmonen
- PIK-3c Kajava
- PIK-4 primary glider
- PIK-5 Cumulus variants b, c
- PIK-6
- PIK-7 Harakka primary glider
- PIK-12
- PIK-13
- PIK-14
- PIK-16 Vasama
- PIK-17a Tumppi, PIK-17b Tintti
- PIK-20 Tiu variants A, B, D, E
- PIK-22
- PIK-24 Pileus motorglider
- PIK-30 motorglider

### Pilatus Aircraft
- B-4

### Pipistrel
- Pipistrel Panthera
- Pipistrel Sinus
- Taurus variants 503, Electro, Pure Glider
- Pipistrel Virus variants SW
- Apis variants 503, Electro, Pure Glider

### Pologne, divers constructeurs
- Babiński's Gliders
- Barszczowski Glider
- Bartel 1 Glider
- Bartel 2 Glider
- Bielany School Glider
- Bohatyrewa Miś
- Chelm School Glider
- Chrzanowski School Glider
- Czarnecki & Wroński Ikar
- de Beaurein & John Glider
- Dubno School Glider
- Jaworski W.J.3
- Karski 1910 Glider
- Karski 1912 Glider
- Krząkała Glider
- L.O.P.P. Poznan Ikar (Icarus) (L.O.P.P. - Liga Obrony Powietrznej i Przeciwgazowej - League of Air and Anti-gas Defence)
- Luków School Glider
- Mieczysłwa Siegela 1911 Winged Bicycle
- Mieczysłwa Siegela MS-1
- Mieczysłwa Siegela MS-2
- Mieczysłwa Siegela MS-3
- Młody Lotnik Glider
- Mroczkowski 1910 Glider
- Muraszew & Tomaszewski M.T.1
- Naleszkiewicz & Nowotny NN 1
- Naleszkiewicz & Nowotny NN 2
- Naleszkiewicz J.N.1
- Piotrków School glider
- Roman Szynkiewicz's Glider
- Rudlicki nr.1
- Rudlicki nr.2
- Rudlicki nr.3
- Rudlicki nr.7
- Rudlicki nr.8
- Rudlicki nr.9
- Saloni 1910 Glider
- Segno 1909 glider
- Sergiusz Czerwiński's Glider
- Tański Lotnia (Tańskiego) I
- Tański Lotnia (Tańskiego) II
- Uczniów Lwowskich 1910 Glider
- Walisa S-1
- Wladyslaw W.1
- Zalewski W.Z.II
- Zbaraż School Glider

### 'Start' Aviation Circle
- K.L.S.2
- K.L.S.3
- ZE-1 (Cytrynka - lemon)

### Miecyslaw Siegel
- Miecyslaw Siegel MS 1
- Miecyslaw Siegel MS 2
- Miecyslaw Siegel MS 3
- Miecyslaw Siegel MS 8

### First Polish Glider Contest August 1923
- Błażyński Polon
- Cywiński Lublin I
- Cywiński Lublin II
- Jach Żabuś (Froggy)
- Kubicki Ikub I
- Kucfir Pirat (Pirate)
- Malinowski Dziaba
- Tułacz M.1

### Second Polish Glider Contest 17 May - 15 June 1925
- Bilski Mewa (Gull) No.14
- Bohatrev Miś (Teddy Bear) No.12
- Czechovski Śpiesz się powoli (hasten slowly) No.11
- Działowski Bydgoszczanka No.2
- Drzewiecki SL-2 Czarny Kot No.6
- Garstecki Rywal (Rival) No.17
- Grzmilas Orkan I (Whirlwind I) No.10
- Jach Bimbuś (Bimbo) No.3
- Jach Żabuś 2 (Froggy 2) No.4
- Jasiński & Czarnecki Czajka (Lapwing) No.15
- Mechanik (Mechanic) No.16
- Motyl (Butterfly) No.20
- Wallisa S-I No.18
- Wallisa S-III No.19
- Bistrama & Pulaski SL-3 No.8

### PZL Bielsko / SZD
- SZD-8 Jaskolka
- SZD-9 Bocian
- SZD-19 Zefir
- SZD-20 X Wampir II aile volante
- Szd-21 Kobuz
- SZD-22 Mucha Standard
- SZD-24 Foka
- SZD-25 Lis
- SZD-27 Kormoran
- SZD-29 Zefir 3
- SZD-30 Pirat
- SZD-31 Zefir 4
- SZD-32A Foka 5
- SZD-35 Bekas
- SZD-36 Cobra 15
- SZD-37 Jantar
- SZD-39 Cobra 17
- SZD-40 Halny
- SZD-43 Orion
- SZD-45    Ogar (Brachet Polonais) - motoplaneur
- SZD-48-3 Jantar Std (Ambre) - classe club / ex-standard
- SZD-50-3 Puchacz (Hibou Grand-Duc) - biplaceF
- SZD-51-1 Junior - monoplace de début
- SZD-52    Krokus (Crocus) - classe course (15 m)
- SZD-54-2 Perkoz (Grèbe) - biplace polyvalent
- SZD-55-1 Nexus (ex-Promyk - "Rayon de soleil") - classe standard
- SZD-56-1 Diana - classe course (15 m)
- SZD-59    Acro - monoplace polyvalent

### PZL Mielec
- PZL M-3 Pliszka (Wagtail)

### Politechnika Warszawska
- PW-5
- PW-6U

### Pratt-Read
- Pratt Read G-1
- LNE-1
- TG-32

### Prue
- Prue 215
- Prue IIA
- Prue UHP-1
- Prue Super Standard

### RLM
(Reichsluftfahrtministerium - Reich Ministry of Aviation)
(Glider designations)
- 108-10 Schneider Grunau 9 planeur de début (1929)
- 108-11 RRG Zögling 33 planeur de début (1933)
- 108-14 DFS Schulgleiter SG.38 planeur de début (1938)
- 108-15 RRG Zögling 12m planeur de début (1934)
- 108-16 Weber EW-2 Planeur de haute performances quadriplace
- 108-21 Hirth Hi 21 Planeur biplace
- 108-22 Hirth Hi 20 MoSe (for Motorsegler = motoplaneur)
- 108-29 Fliege IIa planeur de début (1935)
- 108-30 DFS Kranich II Planeur biplace (1935)
- 108-47 Jacobs Rhönadler planeur monoplace de hautes performances (1932)
- 108-48 Dittmar Condor I planeur de hautes performances(1932)
- 108-49 Schneider Grunau Baby II planeur de début (1932)
- 108-50 Jacobs Rhönbussard planeur monoplace de hautes performances (1933)
- 108-51 Jacobs Rhönsperber planeur monoplace de hautes performances (1935)
- 108-53 DFS Habicht planeur de voltige monoplace (1936)
- 108-56 Dittmar Condor II planeur monoplace de hautes performances (1935)
- 108-58 Hirth Göppingen Gö 1 Wolf Planeur (1935)
- 108-59 Hirth Göppingen Gö 3 Minimoa planeur de hautes performances (1935)
- 108-60 Jacobs Reiher planeur monoplace de hautes performances (1937)
- 108-61 Hütter / Schempp-Hirth Göppingen Gö 4 planeur biplace (1937)
- 108-62 Schwarzwald-Flugzeugbau Donaueschingen Strolch planeur de hautes performances
- 108-63 Akaflieg München Mü13D Merlin planeur de hautes performances (1936)
- 108-64 Schwarzwald-Flugzeugbau Donaueschingen Ibis
- 108-65 Dittmar / Schleicher Condor III planeur monoplace de hautes performances (1938)
- 108-66 Schneider Grunau Baby III planeur de début (1938)
- 108-67 Hütter H 17 planeur (1937)
- 108-68 DFS Weihe planeur monoplace de hautes performances (1938)
- 108-70 DFS Olympia Meise planeur monoplace de hautes performances (1939)
- 108-72 Akaflieg München Mü17 Merle planeur de hautes performancese (1939)
- 108-74 FVA Aachen / Schmetz FVA 10b Rheinland planeur de hautes performances

### Reinhard
- Cumulus

### Rhein-Flugzeugbau
- RFB Sirius I
- RFB Sirius II

### RRG
- RRG Falke
- RRG OBS
- RRG Prüfling
- RRG Zögling
- RRG Professor

### Rolladen-Schneider Flugzeugbau GmbH
(LS - Lemke-Schneider)
- LS1
- LS2
- LS3
- LS4
- LS5
- LS6
- LS7
- LS8
- LS9
- LS10
- LS11
- LSD Ornith

### Rubik
- Rubik E-31 Eszergom
- Rubik R-5 Mokany
- Rubik R-20
- Rubik R-22 (Futár - Courier), Super Futár, Junius 18, Laminaris
- Rubik R-23 (Gébics - Shrike)
- Rubik R-25 (Mokány - plucky)
- Rubik R-26 (Gobé - Chieftain)
- Rubik R-27 (Kope)

### Russie/USSR, divers constructeurs
- Groshev GN-7
- Emilyanov Stakhanovetz
- PSN-1
- PSN-2

### Ryson
- ST-100 Cloudster

### N.V. Vliegtuigbouw
- Sagitta / Alsema Sagitta, Sagitta 013

### Sailplane Corporation of America
- Sailplane BG-6
- Sailplane BG-8

### Scaled Composites
- Solitaire motorglider

### Scanlan
- SG-1A

### Scheibe Flugzeugbau
- Scheibe Mü 13E Bergfalke
- Scheibe Bergfalke II/55
- Scheibe Bergfalke III
- Scheibe Bergfalke IV
- Scheibe Specht
- Scheibe Spatz
- Scheibe L-Spatz 55
- Scheibe Ka-5 Zugvogel (multiple subtypes)
- Scheibe SF 24B Motorspatz planeur à moteur auxilliaire
- Scheibe SF 25 Motorfalke
- Scheibe SF 25E Super-Falke
- Scheibe SF 26
- Scheibe SF 27 Zugvogel V
- Scheibe SF 27M
- Scheibe SF 28 Tandem-Falke
- Scheibe SF 30 Club Spatz
- Scheibe/Sportavia SFS-31 Motoplaneur utilisant le fuselage du Sportavia RF4 et les ailes du Scheibe SF 27
- Scheibe SF 32
- Scheibe SF 33
- Scheibe SF H34
- Scheibe SF 36
- SF 40 Mini Falke
- SF 41 Merlin

### Schempp-Hirth
(Schempp-Hirth Flugzeugbau GmbH)
- Gö-1 Wolf
- Gö-2
- Gö-3 Minimoa
- Gö-4 Gövier
- Gö 5
- Schempp-Hirth Arcus
- Standard Austria
- Cirrus
- Discus
- Discus-2
- Duo Discus
- Janus
- Mini Nimbus
- Nimbus
- Nimbus-2
- Nimbus-2M
- Nimbus-3
- Nimbus-4
- SHK
- Standard Cirrus
- Ventus
- Ventus-2
- Ventus-3

### Schleicher
- Hols der Teufel
- EW 18
- Luftkurort Poppenhausen
- Rhönadler
- Rhönbussard
- Rhönlerche I
- RhönSperber
- Sperber Senior
- Sperber Junior
- Kranich
- Kranich II
- ASG 29
- ASH 25 variants E, M, Mi, MB, SL and AS 22-2 (prototype)
- ASH 26 variant E
- ASH 30 Mi
- ASH 31 Mi
- ASK 13
- ASK 14 (Ka 12 re-named)
- ASW 15
- ASK 16
- ASK 18
- ASK 21 variant Mi
- ASK 23 variant B
- ASW 12
- ASW 15 variant B
- ASW 17 variants S, X
- ASW 19 variants B, X
- ASW 20 variants B, L, BL, F, FL, FLP, C, CL
- ASW 22 variants B, BL, BLE
- ASW 24 variants E, TOP
- ASW 27 variant B
- ASW 28 variants 28-18, 28-18 E
- Ka 2 Rhönschwalbe
- Ka-4 Rhönlerche II
- Ka 6 Rhönsegler
- Ka-7 Rhönadler
- Ka 8
- SG-38

### Schneider
(post-war in Australia)
- Grunau Baby 4
- ES-49 Kangaroo
- ES-52 Kookaburra
- ES-54 Gnome
- ES-56 Nymph
- ES-57 Kingfisher
- ES-59 Arrow
- ES-60 Boomerang
- ES-60B Super Arrow
- ES-65 Platypus

### Schreder
- RS-15
- HP-7
- HP-8
- HP-9
- HP-10
- HP-11
- HP-12
- HP-13
- HP-14 variants T-6, RHJ-7, RHJ-8, RHJ-9
- HP-15
- HP-16
- HP-17
- HP-18
- HP-19 and HP-20

### Schroder + Peters
- SP-1 V1

### Schweizer
- Schweizer SGP 1-1
- Schweizer SGU 1-2
- Schweizer SGU 1-3
- Schweizer SGU 1-6
- Schweizer SGU 1-7
- Schweizer SGS 2-8
- Schweizer SGC 8-10
- Schweizer SGC 15-11
- Schweizer SGS 2-12
- Schweizer SGC 6-14
- Schweizer SGC 1-15
- Schweizer SGU 1-16
- Schweizer SGS 1-17
- Schweizer SGS 2-18
- Schweizer SGU 1-19
- Schweizer SGU 1-20
- Schweizer SGS 1-21
- Schweizer SGU 2-22
- Schweizer SGS 1-23
- Schweizer SGS 1-24
- Schweizer SGS 2-25
- Schweizer SGS 1-26
- Schweizer 2-27
- Schweizer 7-28
- Schweizer SGS 1-29
- Schweizer 1-30
- Schweizer 2-31
- Schweizer SGS 2-32
- Schweizer SGS 2-33
- Schweizer SGS 1-34
- Schweizer SGS 1-35
- Schweizer SGS 1-36 Sprite
- Schweizer SGM 2-37
- TG-2
- TG-3
- X-26 Frigate

### Sekcja Lotnicza
- S.L.1 Akar
- S.L.2 Czarny Kot (Black Cat) No.6 (a.k.a. J.D.1)
- S.L.3 No.3

### SFECMAS
- SFECMAS 1301

### Shenyang Sailplane Works
- Shenyang HU-1 Seagull
- Shenyang HU-2 Petrel
- Shenyang X-9 Jian Fan
- Shenyang X-10
- Shenyang X-11

### SIAI-Marchetti
- Eolo 3V-1

### Siebert
- Siebert Sie3

### Siren SA
- C30 Edelweiss
- C34S Edelweiss 4
- CE 75 Silene

### SLCA
- LCA 10 Topaze
- LCA 11 Topaze
- LCA 12 Topaze

### Slingsby
(Slingsby Sailplanes/Slingsby Aviation)
- Baynes Bat - experimental glider 1943
- Buxton Hjordis
- Schreder HP-14
- Slingsby T.1 Falcon 1
- Slingsby T.2 Falcon 2
- Slingsby T.3 Dagling
- Slingsby T.4 Falcon 3
- Slingsby T.5 Grunau Baby
- Slingsby T.6 Kirby Kite
- Slingsby T.7 Kirby Cadet
- Slingsby T.8 Kirby Tutor
- Slingsby T.9 King Kite
- Slingsby T.12 Kirby Gull 1
- Slingsby T.13 Petrel
- Slingsby T.14 Kirby Gull 2
- Slingsby T.15 Kirby Gull 3
- Slingsby T.18 Hengist
- Slingsby T.20
- Slingsby T.21 Sedbergh
- Slingsby T.24 Falcon 4
- Slingsby T.25 Gull 4
- Slingsby T.26 Kite 2
- Slingsby T.29A/B Motor Tutor
- Slingsby T.30 Prefect
- Slingsby T.31 Tandem Tutor
- Slingsby T.34 Sky
- Slingsby T.35 Austral
- Slingsby T.37 Skylark 1
- Slingsby T.38 Grasshopper
- Slingsby T.41 Skylark 2
- Slingsby T.42 Eagle
- Slingsby T.43 Skylark 3
- Slingsby T.45 Swallow
- Slingsby T.46
- Slingsby T.49 Capstan
- Slingsby T.50 Skylark 4
- Slingsby T.51 Dart
- Slingsby T.53 Phoenix
- Slingsby T.55 Regal Eagle
- Slingsby T.59 Kestrel
- Slingsby T.61 Falke
- Slingsby T.65 Vega

### Société nationale des constructions aéronautiques du Nord(SNCAN)
- Nord 1300 planeur d'entrainement dérivé du Grunau Baby
- Nord 2000 Version française du DFS Olympia Meise retenu comme planeur monotype pour les jeux olympiques de 1940.

### Société nationale des constructions aéronautiques du Sud-Ouest(SNCASO)
- SNCASO SO.P-1 Ferblantine

### Spalinger
- S-15
- S-18-II
- S-18-T Chouca
- S-18-III
- S-19
- S-21
- S-22
- S-24
- S-25

### Sportavia
Voir 'Fournier'

### Sonex, Ltd.
- Le Sonex : l'avion original, avec les ailes à la base de l'avion.
- Le Waiex : un avion identique au Sonex, mais dont la queue a la forme d'un "Y".
- Le Sonerai : un avion tout aussi identique au Sonex, mais dont les ailes sont plus longue. C'est un motoplaneur.
- Le Onex : un avion à une place, qui est similaire au Sonex. Les ailes de cet avion sont pliantes.

### SVE
- R-228 Super Futar
- R-228-D Futar Standard

### Tchécoslovaquie, divers constructeurs
- Racek
- Tulak 37
- VSB 35
- Wk-1 1970 Monoplace de classe libre étudié par Wala et construit par Kralovic chez Trencin

### Victor Minié Aviation
- VMA.200 Milan

### Wassmer Aviation
- H230
- WA-20 Javelot
- WA-21 Javelot II
- WA-22 Super Javelot
- WA-23 Super Javelot 18 m
- WA-26 Squale
- WA-28 Espadon
- WA-30 Bijave

### Ximango
Version chinoise d'aéromot à sourcer.

### Yougoslavie divers constructeurs
- Libis-18 1961 monoplace de classe standard
- VTC Delfin 1963 monoplace de performance
- VTC HS-62 Cirus 1963 biplace en tandem école et perfectionnement. Fuselage en tubes d'acier entoilés
- VTC HS-64 Cirus 1965 Identique au VTS HS-62 mais avec un fuselage en bois et toile
- VTC SSV-17 motoplaneur biplace

## Planeurs militaires

### Airspeed Ltd(Royaume-Uni)
- AS. 51 Horsa, planeur de transport lourd, 1941
- AS. 58 Horsa Mk II, 1943

### Blohm & Voss(Allemagne)
- Bv 40, planeur intercepteur de combat, 1942
- Blohm & Voss BV 246 (en)

### Chaise Aircraft(États-Unis)
- XCG-18 A Avitruck planeur de transport métallique, premier vol le 18 décembre 1947[7].
- XG-20 planeur de transport métallique prévu pour transporter 67 hommes au poids total de 31 tonnes. Le manque de remorqueur adapté fit descendre le poids maximum à 18 tonnes, premier vol le 26 avril 1950[7].

### Cornelius Aircraft corp.(États-Unis)
- XFG-1 Réservoir volant prévu pour être remorqué par un bombardier à long rayon d'action auquel il fournissait un supplément de carburant avant d'être largué quand ses 2563 litres de carburants étaient consommés[7].

### DFS(Allemagne)
- DFS 228, planeur de reconnaissance à haute altitude, 1944
- DFS 230, Planeur de transport(1600 produits)

### Douglas Aircraft(États-Unis)
- XCG-17 Cellule de DC3 sans les moteurs. Premiers vols en 1944.

### Fouga(France)
- Fouga CM.10, planeur de transport, 1947

### General airborne(États-Unis)
- XCG-16 A Avitruck planeur de transport en bois et toile. Pas de vrai fuselage, c'est le tronçon central de l'aile surdimensionné qui en tient lieu. Testé en 1944 n'a pas été produit en série[7].

### General Aircraft(Royaume-Uni)
- GAL 48 Hotspur, planeur d'entraînement, 1940
- GAL 49 Hamilcar, planeur transport de carburant et de troupes, 1942

### Gotha(Allemagne)
- Gotha Go 242 planeur de transport
- Go 242 B, planeur de transport du champ de bataille, 1941
- Gotha Go 244 motoplaneur de transport
- Gotha Go 345 planeur d'attaque
- Kalkert (Gotha) Ka430 planeur de transport

### Junkers(Allemagne)
- Junkers Ju 322 Mammut, planeur de transport, 1941

### Laister-Kauffman (États-Unis)
- XCG-10, planeur en bois et toile prévu pour transporter 28 soldats
- XCG-10A, évolution du XCG-10 transportant 40 soldats. Testé en 1944. Pas de production en série[7].

### Messerschmitt (entreprise)(Allemagne)
- Messerschmitt Me 321, planeur de transport lourd, 1941

### St-Louis aircraft corporation(États-Unis)
- XCG-5, Un prototype construit en 1942, il transportait un pilote et 7 soldats. Les essais en vol n'ont pas débouchés sur une série[7].

### Waco(États-Unis)
- CG-3, Initialement commandé à 100 exemplaires par l'USAAF et 100 exemplaires de la version CG-3A par les britanniques. La commande américaine a finalement été annulée tandis que la commande anglaise était doublée[7].
- CG-4 Hadrian, planeur de transport lourd, 1942